# Jean-Marie Taubira
Jean-Marie Taubira, né le 15 août 1950 à Cayenne, est un homme politique français.

## Biographie
Ancien élève de l'ACE (Association des comptables - enseignement à Paris), Jean-Marie Taubira est titulaire d'un diplôme d'études comptables supérieures (DECS). Il est président d'un cercle de réflexion intitulé CRAPAG (Cercle de réflexion et d'action pour l'avenir de la Guyane (d)),.

### Carrière professionnelle
Il poursuit une carrière dans le secteur privé, successivement comme directeur de la Codepeg (Coopérative des Pêcheurs de Guyane), puis dans la société aurifère Atenor SARL. Il est ensuite directeur administratif et financier notamment d'un groupe d'entreprises A.C. : RGI SA (imprimerie de labeur), Trimarg SARL (bureautique), RCI Guyane (radio généraliste), puis d'un établissement de transport touristique et de ramassage scolaire. Il est enfin conseiller en entreprise auprès d'EZ Agricole, dans le secteur de l'agriculture et des espaces verts.

### Carrière politique
En 1993, il est membre fondateur avec d'autres camarades de Walwari, parti politique guyanais dont il est secrétaire général de 2004 à 2008. Considérant que ce mouvement ne correspond plus à ses attentes en tant qu'outil de transformation de la société, il le quitte et avec d'autres militants, il crée un nouveau parti le 7 décembre 2008 intitulé PPG pour « parti progressiste guyanais (d) » dont il est secrétaire général depuis le 10 décembre 2008.
En 2008, il est élu conseiller municipal de la ville de Cayenne, où il siège dans l'opposition.
En 2015, il mène la liste « La Guyane en prospective » pour les élections territoriales, mais son score ne dépasse pas 1 %.
Il s'exprime régulièrement dans les médias sur les arcanes de la vie locale, notamment en 2016.
En 2021, il demande le report du scrutin territorial incompatible selon lui avec la pandémie de Covid-19 et renonce à y participer.

### Famille
Jean-Marie Taubira est le frère aîné de Christiane Taubira.